# Kalkoma alba
Kalkoma alba är en fjärilsart som beskrevs av Druce 1898. Kalkoma alba ingår i släktet Kalkoma och familjen tandspinnare. Inga underarter finns listade i Catalogue of Life.